# Alex Iordachescu
Alex Iordachescu (Iordăchescu en roumain) (né le 1er mai 1974 à Bucarest, en Roumanie) est un réalisateur, Scénariste et producteur de cinéma roumain et suisse.

## Biographie
Alex Iordachescu vit en Suisse depuis 1979. En 2005, il fonde à Genève la société  de production Elefant Films.
Dans son premier long-métrage, L'Enfance d'Icare sorti en 2011, il dirige Guillaume Depardieu qui meurt quelques jours après la fin du tournage. Bien que le film soit fini en juin 2009, le réalisateur attendra deux ans pour le sortir afin d'être perçu indépendamment de la mort de l'acteur.
Il est le coauteur du scénario du  film Le miracle de Tekir de la réalisatrice  Ruxandra Zenide sorti en 2015.

## Filmographie partielle

### Comme réalisateur
- 2000 : Le Jardin des autres roses (TV)
- 2003 : Les Démolisseurs
- 2005 : Le Tramway d'Andréa
- 2009 : L'Enfance d'Icare

### Comme producteur
- 2000 : Le Jardin des autres roses (TV)
- 2003 : Les Démolisseurs
- 2005 : Le Tramway d'Andréa
- 2005 : Ryna
- 2007 : l'Autre Moitié
- 2009 : L'Enfance d'Icare
- 2011 : Lullaby to My Father (en)
- 2015 : Le miracle de Tekir